# Bình Phục
Bình Phục is een xã in het district Thăng Bình, een van de districten in de Vietnamese provincie Quảng Nam. Bình Phục heeft ruim 8800 inwoners op een oppervlakte van 18,1 km².

## Geografie en topografie
Bình Phục ligt in het noorden van de huyện Thăng Bình en tegen de grens met Quế Sơn. De aangrenzende xã in Quế Sơn is Hương An. De aangrenzende xã's in Thăng Bình zijn Bình Giang, Bình Triều, Bình Tú en Bình Nguyên. Verder grenst Bình Phục aan thị trấn Hà Lam.

## Verkeer en vervoer
Een van de belangrijkste verkeersaders is de quốc lộ 1A. Deze weg verbindt Lạng Sơn met Cà Mau. Deze weg is gebouwd in 1930 door de Franse kolonisator. De weg volgt voor een groot gedeelte de route van de AH1. Deze Aziatische weg is de langste Aziatische weg en gaat van Tokio in Japan via verschillende landen, waaronder de Volksrepubliek China en Vietnam, naar Turkije. De weg eindigt bij de grens met Bulgarije en gaat vervolgens verder als de Europese weg 80.
Een andere verkeersader is de tỉnh lộ 613. Deze weg verbindt Hà Lam met Bình Minh.